# Mika-Matti Tahvanainen
Mika-Matti Tahvanainen (Helsinki, 9 gennaio 1970) è un ex cestista finlandese.

## Carriera
Con la Finlandia ha disputato i Campionati europei del 1995.

## Palmarès

### Individuale
- Korisliiga MVP: 1

New Wave: 1996-1997